# Polyphylla conspersa
Polyphylla conspersa är en skalbaggsart som beskrevs av Hermann Burmeister 1855. Polyphylla conspersa ingår i släktet Polyphylla och familjen Melolonthidae. Inga underarter finns listade i Catalogue of Life.